# Centroclisis felina
Centroclisis felina is een insect uit de familie van de mierenleeuwen (Myrmeleontidae), die tot de orde netvleugeligen (Neuroptera) behoort. 
Centroclisis felina is voor het eerst wetenschappelijk beschreven door Gerstäcker in 1894.